# آنتونیو لئون‌ویولا
آنتونیو لئون‌ویولا (ایتالیایی: Antonio Leonviola) فیلم‌نامه‌نویس و کارگردان فیلم اهل ایتالیا و یکی از دوپایه‌گذار «دانشگاه سینمای لیبرای رم» بود.
از فیلم‌هایی که وی در آن‌ها نقش داشته‌است، می‌توان به به‌خاطر تو مرتکب گناه شده‌ام، یک داستان عاشقانه، افکار شیطانی و زن اغواگر اشاره نمود.